# Rajdowy Puchar Pokoju i Przyjaźni 1976
Rajdowy Puchar Pokoju i Przyjaźni 1976 kolejny sezon serii rajdowej Rajdowego Pucharu Pokoju i Przyjaźni (CoPaF) rozgrywanej w krajach socjalistycznych w roku 1976. Sezon ten składał się z siedmiu rajdów i rozpoczął się 28 kwietnia, a zakończył 15 grudnia, zwycięzcą został Polak Błażej Krupa i Bułgar Ilija Czubrikow, zespołowo wygrała drużyna Czechosłowacji.

## Kalendarz[1]
| Runda | Data                | Nazwa rajdu           | Baza rajdu              | Nawierzchnia | Zwycięzca           | Wyniki |
| ----- | ------------------- | --------------------- | ----------------------- | ------------ | ------------------- | ------ |
| 1     | 28-29 kwietnia      | 8. Rajd Volán         | Győr                    | Mieszana     | Błażej Krupa        | Wyniki |
| 2     | 19-21 czerwca       | 7. Rajd Złote Piaski  | Złote Piaski            | Mieszana     | Andrzej Jaroszewicz | Wyniki |
| 3     | 9-11 lipca          | 36. Rajd Polski       | Wrocław                 | Mieszana     | Andrzej Jaroszewicz | Wyniki |
| 4     | 30 lipca-1 sierpnia | 11. Rajd Dunaju       | Turnu Severin-Baia Mare | Asfalt       | Ilija Czubrikow     | Wyniki |
| 5     | 24-26 września      | 8. Rajd Tatr          | Poprad                  | Asfalt       | Vladimír Hubáček    | Wyniki |
| 6     | 11-13 listopada     | 20. Rajd Sachsenring  | Zwickau                 | Mieszana     | Miloslav Zapadlo    | Wyniki |
| 7     | 11-15 grudnia       | 5. Rajd Russkaya Zima | Moskwa                  | Mieszana     | Nikolay Bolshikh    | Wyniki |

## Klasyfikacja kierowców[1]
| Miejsce | Kierowca            | VOL | BUL | POL | DUN | TAT | SAC | RUS | Pkt |
| ------- | ------------------- | --- | --- | --- | --- | --- | --- | --- | --- |
| 1       | Ilija Czubrikow     | 2   | 4   | NU  | 1   | NU  | NU  | 46  | 90  |
| 1       | Błażej Krupa        | 1   | NU  | NU  | 4   | NU  | 2   | NU  | 90  |
| 3       | Svatopluk Kvaizar   | -   | 5   | -   | 2   | 4   | 4   | 20  | 89  |
| 4       | Maciej Stawowiak    | 3   | 2   | NU  | NU  | 2   | NU  | 28  | 84  |
| 5       | Andrzej Jaroszewicz | -   | 1   | 1   | -   | -   | -   | -   | 80  |
| 6       | Marian Bień         | 12  | 7   | 6   | 6   | 11  | 6   | NU  | ?   |
| 7       | Yakov Agishev       | 8   | NU  | NU  | 9   | 10  | 9   | 6   | ?   |
| 8       | Jiří Šedivý         |     |     | 10  |     | 3   | 5   | 14  | ?   |

## Klasyfikacja zespołowa[2][3]
| Miejsce | Zespół         | Punkty |
| ------- | -------------- | ------ |
| 1       | Czechosłowacja |        |
| 2       |                |        |
| 3       | Polska         |        |